# Junkie XL
Junkie XL, pseudonimo di Tom Holkenborg (Lichtenvoorde, 8 dicembre 1967), è un musicista, compositore e polistrumentista olandese.
Usa l'acronimo JXL in quei casi in cui il termine Junkie potrebbe causare offesa. XL sta per Xpanding Limits.

## Biografia
Ha prodotto ed è stato in tour con il gruppo olandese Weekend at Waikiki fino al 1995. Nel 1997 inizia a scrivere le proprie tracce sotto il nome di Junkie XL. Ha lavorato con diversi artisti della electronic music come Sander Kleinenberg, Tiësto, Sasha, Yonderboi o David Gahan (frontman dei Depeche Mode).
Nel 2002 lascia l'Olanda per andare a vivere e lavorare negli USA dove lavora sulle colonne sonore di alcuni film e su giochi per PC.
JXL è autore di numerosi remix come per esempio quella di A Little Less Conversation di Elvis Presley. In effetti il citato remix fu usato nel 2002 in uno spot pubblicitario della Nike in occasione del Campionato mondiale di calcio 2002. L'artista ha anche prodotto una versione remixata della theme song del videogioco The Sims 2: Nightlife, la colonna sonora per il gioco Forza Motorsport, e una soundtrack per il videogioco automobilistico futuristico Quantum Redshift. Junkie XL ha anche fornito delle musiche per i film Kingdom of Heaven, Domino, Freddy vs. Jason e DOA: Dead or Alive. La sua canzone Today fu pubblicata come colonna sonora di Burnout Legends, apparentemente prima che l'album fosse pubblicato. Today è anche su Burnout Revenge. Il dj ha anche prodotto un remix di Destroy All Humans!, tema che può essere ascoltato perché corrisponde alla colonna sonora dell'omonimo gioco.
Ci sono anche due tracce remixate da JXL nel gioco di Need for Speed: Carbon, e la canzone Action Radius presentata come soundtrack in Need for Speed: Underground. Ha composto anche diverse versioni di More per Need for Speed: ProStreet. I suoi lavori sono stati anche inclusi nel video game Test Drive 5.

## Discografia
Questa lista è suscettibile di variazioni e potrebbe essere incompleta o non aggiornata.

### Album
- Saturday Teenage Kick (1998)
- Big Sounds of the Drags (2000)
- Radio JXL: A Broadcast From the Computer Hell Cabin (2003)
- Today (2006)
- Music From SSX Blur - Solamente su iTunes (2007)
- Castbreeder - Un bootleg live
- More EP (2007)
- Booming Back at You (2007)

## Colonne sonore
- The Delivery (2001)
- Resident Evil, regia di Paul W.S. Anderson (2002) - musica aggiuntiva
- Animatrix (The Animatrix) (2003) - musica aggiuntiva
- The Chronicles of Riddick: Dark Fury , regia di Peter Chung (2004) - musica aggiuntiva
- Catwoman, regia di Pitof (2004)
- Shark Tale, regia di Eric Bergeron, Vicky Jenson, Rob Letterman (2004) - musica aggiuntiva
- Domino, regia di Tony Scott (2005) - musica aggiuntiva
- Blind (2006)
- Siberia (2007)
- DOA: Dead or Alive (2006)
- Johan1 (2010)
- De Gelukkige Huisvrouw, The Happy Housewife (2010)
- Bringing Up Bobby, regia di Famke Janssen (2011)
- New Kids  (2011)
- New Kids Turbo  (2011)
- The Heineken Kidnapping (2011)
- The Crisis and Us (2011)
- Kung Fu Panda 2, regia di Jennifer Yuh (2011) - musica aggiuntiva
- Madagascar 3 - Ricercati in Europa (Madagascar 3: Europe's Most Wanted), regia di Eric Darnell, Tom McGrath, Conrad Vernon (2012) - musica aggiuntiva
- Il cavaliere oscuro - Il ritorno (The Dark Knight Rises), regia di Christopher Nolan - musica aggiuntiva
- L'uomo d'acciaio (Man of Steel), regia di Zack Snyder - musica aggiuntiva
- Il potere dei soldi (Paranoia), regia di Robert Luketic (2013)
- 300 - L'alba di un impero (300: Rise of an Empire), regia di Noam Murro (2014)
- The Amazing Spider-Man 2 - Il potere di Electro (The Amazing Spider-Man 2), regia di Marc Webb - insieme a Hans Zimmer & The Magnificent Six
- Divergent, regia di Neil Burger (2014)
- Mad Max: Fury Road, regia di George Miller (2015)
- Run All Night - Una notte per sopravvivere (Run All Night) (2015)
- Black Mass - L'ultimo gangster, regia di Scott Cooper (2015)
- Point Break, regia di Ericson Core (2015)
- Deadpool, regia di Tim Miller (2016)
- Batman v Superman: Dawn of Justice, regia di Zack Snyder (2016) - insieme a Hans Zimmer
- Brimstone, regia di Martin Koolhoven (2016)
- Tartarughe Ninja - Fuori dall'ombra, regia di Dave Green (2016)
- La torre nera (The Dark Tower), regia di Nikolaj Arcel (2017)
- Tomb Raider, regia di Roar Uthaug (2018)
- Macchine mortali (Mortal Engines), regia di Christian Rivers (2018)
- Alita - Angelo della battaglia (Alita: Battle Angel), regia di Robert Rodriguez (2019)
- Terminator - Destino oscuro (Terminator: Dark Fate), regia di Tim Miller (2019)
- Sonic - Il film, regia di Jeff Fowler (2020)
- Scooby!, regia di Tony Cervone (2020)
- Zack Snyder's Justice League, regia di Zack Snyder (2021)
- Godzilla vs. Kong, regia di Adam Wingard (2021)
- Army of the Dead, regia di Zack Snyder (2021)
- Army of Thieves, regia di Matthias Schweighöfer (2021)
- Secret Team 355 (The 355), regia di Simon Kinberg (2022)
- Sonic 2 - Il film (Sonic the Hedgehog 2), regia di Jeff Fowler (2022)
- Tremila anni di attesa (Three Thousand Years of Longing), regia di George Miller (2022)
- Rebel Moon - Parte 1: Figlia del fuoco (Rebel Moon - Part One: A Child of Fire), regia di Zack Snyder (2023)
- Godzilla X Kong The New Empire, regia di Adam Wingard (2024)
- Furiosa: A Mad Max Saga, regia di George Miller (2024)
- Sonic 3 - Il film (Sonic the Hedgehog 3), regia di Jeff Fowler (2024)

## Videogiochi
Videogiochi che hanno utilizzato brani di Tom Holkenborg.
- The Need For Speed (1995)
- Test Drive 5 (1998)
- Demolition Racer (1999)
- Need for Speed: High Stakes (1999)
- TD Overdrive (2002)
- Quantum Redshift (2002)
- Need for Speed: Underground (2003)
- Forza Motorsport (2005)
- The Sims 2: Nightlife (2005)
- Burnout Legends (2005)
- The Matrix: Path of Neo (2005)
- Need for Speed: Carbon (2006)
- God of War II (2007)
- SSX Blur (2007)
- FIFA 08 (2007)
- Need for Speed: ProStreet (2007)
- Burnout Paradise (2008)